# ユーリイ・レベデフ
ユーリイ・レベデフ（ロシア語: Юрий Васильевич Лебедев, ラテン文字転写: Yuri Lebedev、1951年3月1日 - ）は、ソビエト連邦のモスクワ出身の元アイスホッケー選手。左利きでポジションはライトウィング。

## 経歴
ソビエト連邦国内リーグ（ソビエト・チャンピオンシップリーグ）では1969年から1985年までの間、KRYLYA SOVETOV、CSKAモスクワで473試合に出場、181得点をあげている。ソビエト連邦代表には1972年9月6日のカナダ戦（サミット・シリーズ）でデビューして、127試合で25得点をあげた。この間、アイスホッケー世界選手権には1973年、1974年、1975年、1978年、1979年、1981年に出場、1976年のカナダカップに出場、1980年のレークプラシッドオリンピックでは銀メダルを獲得している（氷上の奇跡）。1981年4月22日の試合を最後にソビエト連邦代表を退き、1982/83シーズンはドイツのハンブルガーSVでプレイした。

## プレイスタイル
ヴャチェスラフ・アニシン、アレクサンドル・ボズノフ（Alexander Bodunov）とラインを組んで1974年にはそれまで好成績をあげていなかったPHCクリリヤ・ソヴェトフの優勝に大きく貢献した。彼のスケーティングはチームメートに比べてスピードはなかったが闘争心とスティックさばきでラインをリードした。

## 詳細情報

### 表彰
- ソビエト連邦リーグベストライン賞（1974年）

### 記録
- ソビエト連邦リーグ優勝（1970年、1971年、1974年）
- アイスホッケー世界選手権優勝 （1973年、1974年、1975年、1978年、1979年、1981年）
- オリンピック 銀メダル（1980年）